# Christopher Long (calciatore)
Christopher Long (Huyton, 25 febbraio 1995) è un calciatore inglese, attaccante del Crewe Alexandra.

## Carriera

### Club
Ha iniziato a giocare nel settore giovanile dell'Everton nel 2000; nella stagione 2012-2013 ha raccolto presenze sia nella squadra Under-18 che nella squadra Under-21. Nel gennaio 2014 è passato in prestito al Milton Keynes Dons, con cui ha giocato 4 partite in League One (la terza serie inglese) ed ha segnato il suo primo gol da professionista. L'anno seguente ha giocato una partita in Europa League con l'Everton, per poi passare in prestito al Brentford nella seconda serie inglese.
Nell'estate 2015 è stato acquistato dal Burnley, con cui nella stagione 2015-2016 ha giocato 10 partite nella seconda divisione inglese conquistando anche la promozione in Premier League grazie alla vittoria del campionato; nell'estate del 2016 passa in prestito al Fleetwood Town, in terza divisione; nel gennaio del 2017 il prestito viene interrotto, e subito dopo Long passa in prestito al Bolton, con cui segna un gol in 10 presenze nella medesima categoria, conquistando anche la promozione in seconda divisione.
Nella stagione 2019-2020 realizza 7 reti in 25 presenze nella prima divisione scozzese con il Motherwell; rimane in rosa con il club scozzese anche per la stagione 2020-2021 al termine della quale dopo complessive 11 reti in 54 partite di campionato si trasferisce al Crewe Alexandra, club della terza divisione inglese.

### Nazionale
Tra il 2010 ed il 2013 ha giocato diverse partite amichevoli con le nazionali Under-16, Under-17, Under-18 ed Under-19; a giugno 2013 viene inserito nella lista dei convocati per il Mondiale Under-20, nel quale gioca due partite senza segnare.

## Palmarès

### Club

#### Competizioni nazionali
- Football League Championship: 1

Burnley: 2015-2016